# IC 3876
IC 3876 — галактика типу S (спіральна галактика) у сузір'ї Волосся Вероніки.
Цей об'єкт міститься в оригінальній редакції індексного каталогу.